# Guadiaro (plaats)
Guadiaro is een Spaanse plaats aan de gelijknamige rivier, de Guadiaro. Guadiaro maakt deel uit van de gemeente San Roque en telt ongeveer 2500 inwoners. Vanwege de nabijheid van de kust richt de plaats zich op het toerisme. De plaats telt meerdere golfbanen en een poloveld.